# Подоходный налог в Сингапуре
Подоходный налог для физических лиц является, наряду с корпоративным налогом для компаний, одним из двух главных источников подоходного налога в Сингапуре. Платится этот налог раз в год и в настоящее время рассчитывается по прогрессивной шкале (для местных жителей) с налогами в пределах от 0 % до 22 % начиная с 2007 налогового года. Налоговый год здесь совпадает с календарным годом с 1 января по 31 декабря и оплачивается из расчета за предыдущий год; соответственно, налоги, подлежащие оплате, базируются на доходах, полученных в предыдущий календарный год.
Налогообложение базируется на принципе происхождения, то есть облагаются только доходы, заработанные в Сингапуре, или доходы иностранного происхождения, но полученные в Сингапуре. Любые доходы, заработанные физическими лицами за границей, но полученные в Сингапуре 1 января 2004 или после этой даты (за исключением партнеров в компаниях) освобождаются от налога. Такая система, однако, имеет потенциал для уклонения от уплаты налогов для лиц, получающих прибыль из-за границы, путём получения налоговой льготы благодаря статусу не-резидента, и использующих эти доходы за пределами Сингапура.